# Monotoca
Monotoca es un género con 21 especies de plantas de flores perteneciente a la familia Ericaceae. 

## Especies seleccionadas
- Monotoca albens
- Monotoca baileyana
- Monotoca billawinica
- Monotoca concolor
- Monotoca coneolor
- Monotoca elliptica
- Monotoca empetrifolia